# Zealandmeria harrisi
Zealandmeria harrisi är en urinsektsart som först beskrevs av John Tenison Salmon 1944.  Zealandmeria harrisi ingår i släktet Zealandmeria och familjen Neanuridae. Inga underarter finns listade i Catalogue of Life.